# Svinčnik
Svinčnik je pisalo s sredico (mino) iz mešanice grafita in gline, obdano z držalom iz lesa, plastike ali podobnega materiala. Večji delež grafita vsebuje svinčnikova mina, bolj mehka je. Če pa je v njej večji delež gline, je trša. Svinčniki z oznako 4B so zelo mehki, oznaka 4H pa pomeni zelo trd svinčnik. Najbolj vsestranski so svinčniki s srednjo trdoto - HB.
Nekateri svinčniki imajo na zgornjem koncu nameščeno radirko. Valjasto oblikovano radirko vstavijo v kovinski ali plastični obroček, ki ga prilepijo ali stisnejo na vrh svinčnika.

## Zgodovina
Prva označevalna orodja so bile najbrž kar dolge oglene palčke, s katerimi so praljudje risali po stenah svojih jam. Stari Grki in Rimljani so uporabljali kose svinca. Okoli leta 1564 pa naj bi rudarji pri mestu Borrowdale na severozahodu Anglije našli mehko, svetlečo snov, ki je puščala veliko bolj črno sled kot svinec. Poimenovali so jo »črni svinec«. Iz nje so naredili tanke palčke, jih ovili z debelo vrvjo in tako izdelali prve odlično delujoče svinčnike. 
Šele leta 1779 so znanstveniki odkrili, da črni svinec sploh ni svinec, temveč pripada družini čistih naravnih ogljikov: diamanti, premog. Poimenovali so ga grafit, čeprav mu številni še vedno pravijo svinec (izvor besede svinčnik).

## Postopek izdelave
1. grafit zmeljejo v prah in mu primešajo glino, vodo in še nekatere druge snovi, kot je vosek in razne kemikalije.
2. iz grafitne mase izdelajo tanke palčke. Maso iztisnejo skozi majhno luknjico in narežejo na predpisano dolžino in osušijo.
3. tanke plošče, običajno iz cedrovine, nažagajo na dolžino svinčnika, gladko obrusijo in jim po dolžini vrežejo vzporedne utorčke.
4. narezano stran na tanko premažejo z lepilom in v utorčke vložijo grafitne palčke.
5. čez ploščo z vstavljenimi grafitnimi palčkami položijo ploščo s praznimi utorčki, plošči spnejo in počakajo, da se lepilo posuši.
6. strojna žaga razreže zlepljene plošče na neobdelane svinčnike in jih hkrati oblikuje v značilno šestkotno ali okroglo obliko.
7. naslednji stroj svinčnike prebarva. Ko se barva posuši, jih zadnji stroj ob straneh potiska.

### Evropski standardi trdote svinčnikov
Uporabniki svinčnikov so za potrebe umetniških in tehniških risb zahtevali različne trdote min v svinčnikih. Proizvajalci svinčnikov v Evropi so zato sprejeli poseben standard za izdelavo trdote svinčnikov, kot ga prikazuje sledeča tabela:
|         |    |    |    |    |    |         |         |         |         |    |   |    |    |    |             |             |             |    |    |
| 9H      | 8H | 7H | 6H | 5H | 4H | 3H      | 2H      | H       | F       | HB | B | 2B | 3B | 4B | 5B          | 6B          | 7B          | 8B | 9B |
| Najtrša | →  | →  | →  | →  | →  | Srednja | Srednja | Srednja | Srednja | →  | → | →  | →  | →  | Najmehkejša | Najmehkejša | Najmehkejša |    |    |